# Circuito del Aeropuerto Internacional El Jagüel
El Circuito del Aeropuerto Internacional El Jagüel, también conocido como Circuito Pista Municipal El Jagüel, es un circuito urbano de carreras, ubicado en la ciudad-balneario de Punta del Este, Maldonado. El trazado se ubica en el Aeropuerto Internacional El Jagüel.
Originalmente El Jagüel fue el segundo aeropuerto más importante de Uruguay, luego del Aeropuerto Internacional de Carrasco. Con la remodelación del Aeropuerto Internacional de Laguna del Sauce, El Jagüel quedó relegado a actividades recreativas y privadas, y fue reclasificado como aeropuerto departamental.
Esto permitió que la pista de aterrizaje de El Jagüel fuese utilizada para competiciones deportivas, entre ellas el Gran Premio de Punta del Este, aprovechando la ruta aledaña, y torneos de ciclismo en pista en un óvalo peraltado.

## Historia
En el Aeropuerto Internacional El Jagüel se han disputado varias carreras no puntuables con el nombre de Gran Premio de Punta del Este del Superturismo Sudamericano, ganada por Gonzalo Rodríguez, y varios de los Campeonatos Nacionales de Automovilismo. El mismo circuito albergó una competencia no puntuable del Gran Turismo Americano en enero de 2000.